# Trinity Mirror
Trinity Mirror este un trust de presă britanic înființat în anul 1999 prin fuziunea a două companii de presă - Trinity plc și Mirror Group plc.
Compania deține mai multe ziare, printre care se numără Daily Mirror, Sunday Mirror, Daily Record și Sunday Mail.
Cifra de afaceri în anul 2007: 971,3 milioane lire sterline